# Lobo anterior do cerebelo
O lobo anterior do cerebelo é um dos lobos do cerebelo responsáveis por mediar a propriocepção inconsciente. Os principais aferentes que chegam ao lobo anterior têm origem principalmente na medula espinhal.

## Importância clínica

### Síndrome do lobo anterior
Em pessoas que sofrem de alcoolismo crônico, de forma que a maior parte das calorias é adquirida pelo consumo de álcool, o lobo anterior pode sofrer degeneração em decorrência da desnutrição. Isso é conhecido como síndrome do lobo anterior e provocaa marcha instável.

## Representações visuais

Animação. O lobo anterior é exivido em vermelho
Animação aproximada. O lobo anterior é exivido em vermelho
- Vídeo de dissecção (1 min e 20 s), demonstrando os três lobos do cerebelo